# 卡姆揚卡河 (索布河支流)
卡姆揚卡河（烏克蘭語：Кам'янка）是烏克蘭西南部文尼察州的河流，並屬於索布河的右支流。該河發源自贝雷斯蒂夫卡，流經利波韋茨，河道全長9.6公里。